# 5 ワールドトレードセンター
5 ワールドトレードセンター（英語: Five World Trade Center, 5 WTC）は、ワールドトレードセンター（WTC）跡地に建設予定の超高層ビル。所在地の「リバティ通り130号」にちなみ130 リバティ・ストリート（130 Liberty Street）ともいう。

## 概要
設計はコーン・ペダーセン・フォックスの手で進められている。当初の計画では226m、42階建てで、建物の一部がカンチレバーで隣地（聖ニコラス聖堂）の上空へせり出すようになっていた。当初はニューヨーク・ニュージャージー港湾公社と契約を結んだJPモルガン・チェースが本社ビルとして建設する計画であったが、2008年にベアー・スターンズを買収したことから、不透明になった。港湾公社は1 WTCから4 WTCまでで十分なオフィス面積が確保できているとして、一時は5 WTCの建設をキャンセルすることも検討した。
この場所はもとはWTCの南に隣接した土地でありWTCの敷地外で、1974年に40階建ての超高層ビル「バンカーズ・トラスト・プラザ」が建設された。1998年、ドイツ銀行によるバンカーズ・トラストの買収で「ドイツ銀行ビル」となったが、真正面の2 WTCがテロ事件で崩壊した際、前面に24階分の高さの傷跡ができロビーは全壊した。その後使われないまま残っていたが、WTCの新たな一部としての再開発が決まり、2004年に全壊と認定され、2007年から取り壊された。
2011年2月にこのビルの取り壊しが完了した後、テロ10周年の2011年9月に 5 WTCは着工されたものの、その後は整地作業が終了した段階で中断し、一時的に駐車場となっている。
2021年2月、WTCを所有・開発するシルバースタイン・プロパティーズとブルックフィールド・プロパティーズは新たな設計案を発表している。設計は当初案と同じくコーン・ペダーセン・フォックスで、270mで80階建てのビルのうち、69階分が1,325世帯分の住宅となり、その25パーセントは手ごろな価格の恒久的住宅となる予定である。地上に近い階は商業施設、公共施設、オフィスなどとして使われる。建設開始は2023年、竣工は2028年を予定している。